# Platycleis melendisensis
Platycleis melendisensis är en insektsart som beskrevs av Battal Çiplak 2002. Platycleis melendisensis ingår i släktet Platycleis och familjen vårtbitare. Inga underarter finns listade i Catalogue of Life.